# Списак српских презимена са наставком -ић
|  |  |  |  |  |  |  |  |  |  |  |  |  |  |  |  |  |  |  |  |  |  |  |  |  |  |  |  |  |  |

## А
- Абадић
- Абаџић
- Абдулић
- Абжић
- Абрамић
- Авалић
- Авдулић
- Аврић
- Агић
- Агуридић
- Адамић
- Ађанчић
- Аждајић
- Азарић
- Ајдарић
- Ајдачић
- Ајдучић
- Ајтић
- Аксентић
- Аксић
- Алавантић
- Аладић
- Алагић
- Аларгић
- Аларић
- Алаџић
- Албијанић
- Александрић
- Алексендрић
- Алексић
- Алигрудић
- Алимпић
- Алинчић
- Аличић
- Алорић
- Аљанчић
- Аљетић
- Амиџић
- Ананић
- Андесилић
- Андић
- Андрејић
- Андријанић
- Андрић
- Андробић
- Анђелић
- Анђић
- Анђушић
- Аникић
- Анић
- Аничић
- Анкић
- Анкуцић
- Анојчић
- Анокић
- Антић
- Антонић
- Анушић
- Апелић
- Аперлић
- Апић
- Арамбашић
- Ардалић
- Арсекић
- Арсенић
- Арсић
- Асентић
- Атлагић
- Аћимић
- Аћић
- Аулић
- Ацић
- Ачић
- Аџић
- Ашкрабић
- Ашћерић

|  |  |  |  |  |  |  |  |  |  |  |  |  |  |  |  |  |  |  |  |  |  |  |  |  |  |  |  |  |  |

## Б
- Бабанић
- Бабарогић
- Бабејић
- Бабецић
- Бабић
- Баварчић
- Бавељић
- Баврлић
- Бадрић
- Бадркић
- Бајагић
- Бајандић
- Бајић
- Бајичић
- Бајкић
- Бајчетић
- Бајчић
- Бакајлић
- Бакалић
- Бакић
- Балабушић
- Баланџић
- Балачикић
- Балетић
- Балотић
- Балтић
- Балубџић
- Балуцић
- Балцојкић
- Балџић
- Балшић
- Бандић
- Банзић
- Банић
- Бантулић
- Бањалић
- Бањичић
- Баошић
- Барајић
- Баралић
- Барбуцић
- Барић
- Баришић
- Барнић
- Барошевчић
- Басарабић
- Басарић
- Басекић
- Баскић
- Бастаић
- Бастајић
- Басташић
- Басурић
- Батавељић
- Батајић
- Батизић
- Батинић
- Батић
- Батножић
- Баћић
- Бацетић
- Бацић
- Бацкић
- Бацотић
- Бачић
- Бачкалић
- Бачкулић
- Бачлић
- Бачунић
- Башић
- Баштић
- Бебић
- Бегенишић
- Бежанић
- Бекић
- Бекседић
- Бекчић
- Беланчић
- Беливакић
- Белић
- Белобабић
- Белогрлић
- Белодедић
- Белонић
- Белчић
- Бељић
- Бендић
- Бердић
- Берилажић
- Берић
- Бернић
- Бесарабић
- Беседић
- Бесједић
- Бетулић
- Бећић
- Бецић
- Бечелић
- Бечић
- Бешић
- Бешлић
- Биберчић
- Биберџић
- Бибић
- Бижић
- Бизетић
- Бизумић
- Бијанић
- Бијелић
- Бијелонић
- Бикић
- Билибајкић
- Билић
- Билкић
- Биљић
- Биљурић
- Бинић
- Бирдић
- Биришић
- Бируцић
- Бисенић
- Бисерић
- Бисерчић
- Бисић
- Биџић
- Бишчић
- Бјекић
- Бјелетић
- Бјелинић
- Бјелић
- Бјеличић
- Бјелкић
- Бјеловитић
- Бјелогрлић
- Бјелонић
- Бјелотомић
- Благић
- Благотић
- Блажарић
- Блажетић
- Блажић
- Блатешић
- Блендић
- Блесић
- Блечић
- Блешић
- Боберић
- Бобић
- Бобичић
- Бобушић
- Богатић
- Богданић
- Богетић
- Богић
- Богичић
- Бодирогић
- Бодирожић
- Бодић
- Бодрожић
- Божанић
- Божарић
- Божикић
- Божинић
- Божић
- Божичић
- Бојадић
- Бојанић
- Бојић
- Бојичић
- Бојкић
- Бојчетић
- Бојчић
- Боканић
- Бокић
- Бокоњић
- Болдејић
- Болдескић
- Болић
- Болпачић
- Болтић
- Бољанић
- Бондокић
- Бонтић
- Бончић
- Бонџић
- Бонџулић
- Боранић
- Борикић
- Борић
- Борицић
- Боричић
- Боришић
- Борјанић
- Боровинић
- Борокић
- Боронгић
- Боротић
- Борчић
- Босанкић
- Босанчић
- Босиљкић
- Босиљчић
- Босиорчић
- Босиочић
- Босић
- Боснић
- Боторић
- Боцић
- Боцокић
- Бошкић
- Бошњачић
- Боштрунић
- Бошчић
- Бравачић
- Брадајић
- Брадарић
- Брадић
- Брадоњић
- Брајић
- Брајовић
- Бралетић
- Бралић
- Бралушић
- Брандић
- Бранчић
- Братић
- Братоножић
- Брашић
- Брбаклић
- Брборић
- Брдарић
- Брежанчић
- Брезић
- Брезонић
- Брекић
- Бренчић
- Брешић
- Брешкић
- Брзић
- Бринић
- Брисић
- Брканлић
- Бркић
- Брндушић
- Бродалић
- Бродић
- Брозбић
- Бронзић
- Броћић
- Бруић
- Брујић
- Брукић
- Брусић
- Бршчић
- Бубић
- Бубоњић
- Бугарић
- Бугарчић
- Будалић
- Будимић
- Будимкић
- Будимчић
- Будинчић
- Будић
- Будишић
- Буднић
- Будујкић
- Будурић
- Бузаретић
- Буздокић
- Бузејић
- Бујагић
- Бујандрић
- Бујић
- Бујишић
- Бујуклић
- Буказић
- Буквић
- Букелић
- Букилић
- Букић
- Буковчић
- Букоњић
- Букумирић
- Букушић
- Булакић
- Булајић
- Булбић
- Булић
- Булошчић
- Булутић
- Буљигић
- Буљубашић
- Буљугић
- Бумбић
- Бунарџић
- Бунић
- Бунчић
- Бургић
- Бурић
- Буричић
- Буркић
- Бурлић
- Буртић
- Бурчић
- Бурџић
- Бусанчић
- Буторкић
- Бутрић
- Бухарић
- Буцкић
- Бучић
- Бушетић
- Бушић

|  |  |  |  |  |  |  |  |  |  |  |  |  |  |  |  |  |  |  |  |  |  |  |  |  |  |  |  |  |  |

## В
- Вавић
- Вагић
- Вагурић
- Важић
- Вајагић
- Вајић
- Вајкарић
- Вакарицић
- Вакичић
- Валчић
- Вануцић
- Ванушић
- Варагић
- Варазлић
- Варајић
- Вараклић
- Вардалић
- Варезић
- Варјачић
- Варничић
- Варонић
- Варцагић
- Васелић
- Васикић
- Василић
- Васиљкић
- Васић
- Вацић
- Вашалић
- Вашчић
- Везилић
- Везурић
- Веић
- Вејић
- Векић
- Велендерић
- Велетић
- Велеушић
- Великић
- Величић
- Велишић
- Велојић
- Вељанчић
- Вељић
- Вемић
- Вербић
- Вербункић
- Вергић
- Верић
- Веркић
- Веселић
- Веселичић
- Весић
- Веснић
- Ветнић
- Вефић
- Видарић
- Видачић
- Видеканић
- Видекањић
- Видић
- Визулић
- Вилендечић
- Вилипић
- Вилотић
- Вимић
- Винокић
- Винчић
- Виорикић
- Витакић
- Витић
- Витолић
- Вићентић
- Вишић
- Вишњић
- Владејић
- Владетић
- Владић
- Владичић
- Владнић
- Владушић
- Влаинић
- Влајић
- Влајнић
- Влајчић
- Влакетић
- Власинић
- Власоњић
- Властић
- Влачић
- Влашић
- Влашкалић
- Војводић
- Војичић
- Војкић
- Војнић
- Војчић
- Воргић
- Воргучић
- Воркапић
- Воћкић
- Воштинић
- Воштић
- Враголић
- Вранић
- Вранчић
- Вратоњић
- Врачарић
- Врачаричић
- Врачкић
- Врекић
- Врећић
- Врзић
- Вринић
- Вркатић
- Врлинић
- Врндић
- Вртунић
- Вругић
- Врућинић
- Врчежић
- Вугделић
- Вуић
- Вуичић
- Вујанић
- Вујанушић
- Вујачић
- Вујетић
- Вујинић
- Вујисић
- Вујић
- Вујичић
- Вујнић
- Вујотић
- Вујчетић
- Вуказић
- Вуканић
- Вукелић
- Вукељић
- Вукић
- Вукоичић
- Вукојичић
- Вукојчић
- Вуколић
- Вукоманчић
- Вукосавић
- Вукотић
- Вукошић
- Вуксић
- Вукшић
- Вулезић
- Вулетић
- Вулешић
- Вуликић
- Вулић
- Вулишић
- Вулпић
- Вулпицић
- Вуцелић
- Вучанић
- Вучелић
- Вучељић
- Вучендић
- Вученић
- Вучетић
- Вучинић
- Вучић

|  |  |  |  |  |  |  |  |  |  |  |  |  |  |  |  |  |  |  |  |  |  |  |  |  |  |  |  |  |  |

## Г
- Гаварић
- Гаврајић
- Гавранић
- Гавранчић
- Гаврић
- Гавришић
- Гагић
- Гагричић
- Газдић
- Газибарић
- Гајанић
- Гајетић
- Гајић
- Гајичић
- Гајтанић
- Галамић
- Галетић
- Галечић
- Галешић
- Галић
- Галонић
- Галоњић
- Галчић
- Гамбелић
- Ганцолић
- Гарабандић
- Гарачић
- Гаралејић
- Гардић
- Гаретић
- Гарић
- Гаротић
- Гарчић
- Гатарић
- Гачић
- Гаџић
- Гаџурић
- Гашић
- Гверић
- Гвозденић
- Гвоздић
- Гвоић
- Гвојић
- Гегић
- Гентић
- Генчић
- Гергинић
- Герзић
- Герић
- Гиздавић
- Гилић
- Гинић
- Гискић
- Гитарић
- Главендекић
- Главинић
- Главичић
- Главонић
- Главоњић
- Главчић
- Гладић
- Гламочић
- Гледић
- Глежнић
- Глибетић
- Глибић
- Глигић
- Глигорић
- Глигурић
- Глинтић
- Глиџић
- Глишић
- Глогињић
- Глодић
- Гломазић
- Глувајић
- Глувић
- Глумичић
- Глухајић
- Глушић
- Гмизић
- Гмитрић
- Гњатић
- Гњидић
- Гобељић
- Гогић
- Гојачић
- Гојгић
- Гојнић
- Големић
- Голић
- Гонцић
- Горанић
- Горанчић
- Горданић
- Гордић
- Гороњић
- Горчић
- Госпавић
- Госпић
- Гостић
- Гостојић
- Гоцић
- Гошњић
- Грабић
- Грабљић
- Грабовчић
- Градецић
- Градић
- Граић
- Грајић
- Грамић
- Грандић
- Гранолић
- Гранулић
- Граонић
- Граочанкић
- Грастић
- Грашић
- Грбатинић
- Грбић
- Грбоношић
- Гргић
- Гргулић
- Грдинић
- Грђић
- Греблић
- Гречић
- Гривић
- Гркинић
- Грозданић
- Гроздић
- Гроканић
- Громилић
- Грубачић
- Грубетић
- Грубешић
- Грубић
- Грубишић
- Грубјешић
- Грубљешић
- Грубнић
- Гружанић
- Гружић
- Грујанић
- Грујић
- Грујичић
- Грумић
- Грушић
- Грцинић
- Грчић
- Губеринић
- Гувељић
- Гудурић
- Гужвић
- Гујаничић
- Гулић
- Гундулић
- Гурешић
- Гускић
- Гутић
- Гуцонић
- Гуџулић
- Гушић
- Гикић

|  |  |  |  |  |  |  |  |  |  |  |  |  |  |  |  |  |  |  |  |  |  |  |  |  |  |  |  |  |  |

## Д
- Дабарчић
- Дабетић
- Дабић
- Давинић
- Давогић
- Дајић
- Дајичић
- Дајлић
- Дакић
- Дамјанић
- Дангић
- Дангубић
- Даничић
- Данојлић
- Данчејић
- Дардић
- Дафунић
- Дачић
- Дашић
- Двокић
- Дворанчић
- Дворнић
- Дебелногић
- Девеџић
- Дедеић
- Дедић
- Дејанић
- Декић
- Делетић
- Делибашић
- Делић
- Делојкић
- Делчић
- Демић
- Демоњић
- Дендић
- Денић
- Денкић
- Денчић
- Дерајић
- Деретић
- Дерикоњић
- Дерикравић
- Дероњић
- Десанчић
- Деспенић
- Деспинић
- Деспић
- Деурић
- Дечермић
- Дешић
- Дивић
- Дивичић
- Дивнић
- Дивчић
- Дикић
- Диклић
- Дикосавић
- Диманић
- Димитрић
- Димић
- Димитријевић
- Димкић
- Димчић
- Динић
- Динкић
- Динчић
- Дињичић
- Дисић
- Дискић
- Дичић
- Длачић
- Дмичић
- Добранић
- Добратић
- Добрић
- Добричић
- Довијанић
- Доганџић
- Догањић
- Додић
- Дојкић
- Дојић
- Докић
- Доклестић
- Докнић
- Долинић
- Дондић
- Дончић
- Дорнић
- Доронгић
- Доронтић
- Достанић
- Достинић
- Достић
- Достичић
- Дотлић
- Доцић
- Дравић
- Драганић
- Драгинчић
- Драгић
- Драгишић
- Драгојић
- Драгољић
- Драгоњић
- Драгославић
- Драготић
- Драгулић
- Драгушић
- Дражић
- Драјић
- Дракић
- Дракулић
- Драмлић
- Дрангић
- Драпић
- Драшкић
- Дрегић
- Дрезгић
- Дрекић
- Дренић
- Дреновчић
- Дринић
- Дринчић
- Дрманић
- Дрмончић
- Дрмоњић
- Дробић
- Дружетић
- Друлић
- Дрчелић
- Дубаић
- Дубајић
- Дубачкић
- Дубић
- Дубљанић
- Дубоњић
- Дугајлић
- Дугалић
- Дугић
- Дугоњић
- Дудикић
- Дудић
- Дудунић
- Дуканић
- Дукић
- Дулетић
- Дуликравић
- Думањић
- Думељић
- Думитрикић
- Думнић
- Думонић
- Дунић
- Дунчић
- Дуњић
- Дуркулић
- Дурлић
- Дуронић
- Дуроњић
- Дучић
- Душанић
- Душкић

|  |  |  |  |  |  |  |  |  |  |  |  |  |  |  |  |  |  |  |  |  |  |  |  |  |  |  |  |  |  |

## Ђ
- Ђајић
- Ђакушић
- Ђалетић
- Ђапић
- Ђачић
- Ђекић
- Ђелић
- Ђелкапић
- Ђенадић
- Ђенисић
- Ђенић
- Ђеорђић
- Ђерић
- Ђешнић
- Ђидић
- Ђикић
- Ђикнић
- Ђинђић
- Ђинић
- Ђокић
- Ђонлић
- Ђорђић
- Ђорић
- Ђузић
- Ђујић
- Ђукарић
- Ђукелић
- Ђукетић
- Ђукић
- Ђукнић
- Ђулчић
- Ђумић
- Ђундић
- Ђунисић
- Ђурагић
- Ђуракић
- Ђурачић
- Ђурашић
- Ђурбабић
- Ђурђић
- Ђурендић
- Ђуретић
- Ђурић
- Ђуричић
- Ђуришић
- Ђуркић
- Ђурнић
- Ђусић

|  |  |  |  |  |  |  |  |  |  |  |  |  |  |  |  |  |  |  |  |  |  |  |  |  |  |  |  |  |  |

## Е
- Евђенић
- Егарић
- Егерић
- Егић
- Екмечић
- Екмеџић
- Елчић
- Епифанић
- Ергић
- Ерделић
- Еремић
- Ерић
- Еркић
- Ерлетић
- Ерчић
- Ескић

|  |  |  |  |  |  |  |  |  |  |  |  |  |  |  |  |  |  |  |  |  |  |  |  |  |  |  |  |  |  |

## Ж
- Жабић
- Жагрић
- Жаличић
- Жарић
- Жаркић
- Желалић
- Жепинић
- Жеравић
- Жеравчић
- Жерајић
- Жестић
- Живанић
- Живанкић
- Живић
- Животић
- Живчић
- Жигић
- Жижић
- Жикелић
- Жикић
- Жилетић
- Жилић
- Жмирић
- Жмукић
- Жмурић
- Жугић
- Жунић
- Жуњић
- Жорић
- Журић
- Журкић
- Жутинић
- Жутић
- Жутобрадић

|  |  |  |  |  |  |  |  |  |  |  |  |  |  |  |  |  |  |  |  |  |  |  |  |  |  |  |  |  |  |

## З
- Забурнић
- Завишић
- Загорчић
- Закић
- Замбелић
- Запукић
- Зарадић
- Зарић
- Затежић
- Захарић
- Збиљић
- Звекић
- Звиздић
- Здравић
- Здујић
- Зечевић
- Зебић
- Зекавичић
- Зекић
- Зелић
- Зељкић
- Зимоњић
- Зинаић
- Зинајић
- Зипанчић
- Зисић
- Зјајић
- Зјалић
- Зјачић
- Злајић
- Златарић
- Златић
- Зличић
- Зловарић
- Зојкић
- Зокић
- Золотић
- Зорбић
- Зорић
- Зоричић
- Зоркић
- Зорнић
- Зракић
- Зрилић
- Зрнић
- Зубић
- Зувић
- Зурнић

|  |  |  |  |  |  |  |  |  |  |  |  |  |  |  |  |  |  |  |  |  |  |  |  |  |  |  |  |  |  |

## И
- Ибрић
- Иброчић
- Иванић
- Ивантић
- Иванчић
- Ивезић
- Ивекић
- Ивелић
- Иветић
- Ивић
- Ивичић
- Ивуцић
- Игић
- Игњатић
- Игњић
- Ијачић
- Икић
- Иконић
- Иланић
- Илибашић
- Илијић
- Иликић
- Илинчић
- Илисић
- Илић
- Иличић
- Илкић
- Инђић
- Инџић
- Инић
- Ирић
- Ичелић

|  |  |  |  |  |  |  |  |  |  |  |  |  |  |  |  |  |  |  |  |  |  |  |  |  |  |  |  |  |  |

## Ј
- Јабланчић
- Јабукић
- Јаворић
- Јагајић
- Јагличић
- Јагодић
- Јајић
- Јакић
- Јакишић
- Јаковетић
- Јаконић
- Јакшић
- Јалић
- Јаловчић
- Јандрић
- Јаникић
- Јанић
- Јаничић
- Јанкелић
- Јанкетић
- Јанкић
- Јанкуцић
- Јанојкић
- Јанојлић
- Јанчић
- Јанчурић
- Јањић
- Јањушић
- Јапунџић
- Јаредић
- Јарић
- Јаснић
- Јастребић
- Јашић
- Јевдоксић
- Јевдосић
- Јевђенић
- Јевђић
- Јеверичић
- Јеврић
- Јевтић
- Јегдић
- Једоксић
- Јездић
- Језеркић
- Јекић
- Јекнић
- Јелачић
- Јелашић
- Јеленић
- Јелесић
- Јеликић
- Јелинић
- Јелисавчић
- Јелисић
- Јелић
- Јеличић
- Јелкић
- Јелушић
- Јенић
- Јенчић
- Јергић
- Јеремић
- Јеринић
- Јеринкић
- Јеркић
- Јеросимић
- Јеротић
- Јерчић
- Јесретић
- Јестротић
- Јефтенић
- Јефтић
- Јечменић
- Јешанић
- Јешић
- Јовакарић
- Јовалекић
- Јовандић
- Јованетић
- Јованикић
- Јованић
- Јованкић
- Јованчић
- Јоваџић
- Јовелић
- Јовељић
- Јоветић
- Јовешић
- Јовикић
- Јовић
- Јовичић
- Јовишић
- Јовкић
- Јовонић
- Јовчетић
- Јовчић
- Јогрић
- Јозић
- Јојић
- Јојкић
- Јојчић
- Јоканић
- Јокетић
- Јокић
- Јокичић
- Јокишић
- Јокнић
- Јоксић
- Јолачић
- Јолдић
- Јолић
- Јоличић
- Јолџић
- Јондић
- Јонесић
- Јоникић
- Јонић
- Јоничић
- Јонкић
- Јонтић
- Јончић
- Јоргић
- Јоргонић
- Јосић
- Јоцић
- Јоцкић
- Јочић
- Јошић
- Јузбашић
- Јукић
- Јунгић
- Јурић
- Јуришић
- Јутрић
- Јушкић

|  |  |  |  |  |  |  |  |  |  |  |  |  |  |  |  |  |  |  |  |  |  |  |  |  |  |  |  |  |  |

## К
- Кабић
- Кавалић
- Каварић
- Кажић
- Казанџић
- Кајганић
- Калабић
- Калајић
- Калајџић
- Калдесић
- Калезић
- Календић
- Каленић
- Калентић
- Калинић
- Калинуцић
- Калинчић
- Калчић
- Каменчић
- Камперелић
- Канарић
- Кандић
- Канић
- Канлић
- Канурић
- Кањерић
- Капетинић
- Капешић
- Капичић
- Каравидић
- Карагић
- Карадаглић
- Караичић
- Карајчић
- Караклајић
- Караклић
- Каралеић
- Каралејић
- Каралић
- Карамучић
- Карапанџић
- Каратошић
- Караулић
- Караџић
- Каретић
- Карић
- Каришић
- Каркалић
- Карличић
- Каролић
- Карпић
- Касагић
- Катанић
- Катић
- Катнић
- Катурић
- Каћурић
- Качаниклић
- Кашерић
- Квакић
- Квекић
- Квргић
- Квржић
- Кебељић
- Кевкић
- Кедић
- Кежић
- Кезић
- Кезмић
- Кекерић
- Кекић
- Кендришић
- Кенић
- Кентрић
- Кењић
- Кепић
- Керебић
- Кесерић
- Кесић
- Кечкић
- Кизић
- Кијачић
- Киклић
- Килић
- Кимчетић
- Кипић
- Кирић
- Кириџић
- Киселчић
- Кисић
- Китанић
- Китић
- Китоњић
- Кичић
- Клајић
- Клашнић
- Клашњић
- Клевернић
- Клепић
- Клинић
- Клипић
- Клисарић
- Клисић
- Клисурић
- Кличарић
- Кљаић
- Кљајић
- Кљакић
- Кљунић
- Кљутић
- Кмезић
- Кнежић
- Књегинић
- Књегињић
- Кованушић
- Кованџић
- Коварбашић
- Ковачић
- Ковијанић
- Ковинић
- Ковинчић
- Ковић
- Ковјанић
- Ковјенић
- Ковљенић
- Ковчић
- Кодић
- Кожокић
- Козарчић
- Козић
- Козобарић
- Козомарић
- Којанић
- Којдић
- Којић
- Којичић
- Којунџић
- Којчић
- Кокелић
- Кокерић
- Кокић
- Кокорић
- Колавчић
- Коларић
- Колачарић
- Колицић
- Количић
- Колобарић
- Колорогић
- Колунџић
- Колчић
- Кољајић
- Кољанчић
- Кољеншић
- Комадинић
- Комарчић
- Комјенић
- Комленић
- Комненић
- Компалић
- Кондић
- Конић
- Контић
- Концулић
- Коњикушић
- Копитић
- Коплић
- Копчалић
- Кораксић
- Корањић
- Корасић
- Корбић
- Кордић
- Корнић
- Коругић
- Коружић
- Косанић
- Косић
- Коснић
- Косорић
- Костић
- Котроманић
- Котарлић
- Котлајић
- Котојић
- Коцић
- Кочић
- Коџић
- Коџопељић
- Кошарић
- Кошарчић
- Кошпић
- Кошпрдић
- Кошутић
- Краварушић
- Кравић
- Крагић
- Кражић
- Краинчанић
- Крајшић
- Краљачић
- Крантић
- Кранчић
- Красавчић
- Красић
- Краснић
- Крезић
- Крејић
- Крекић
- Кремић
- Кремоњић
- Крестић
- Кретић
- Крецонић
- Кривачић
- Кривић
- Кривокапић
- Кривошић
- Кричкић
- Кркелић
- Кркељић
- Кркић
- Кркобабић
- Кркотић
- Крмпотић
- Крнетић
- Крнић
- Крњајић
- Крњеушић
- Крњић
- Кромпић
- Кронић
- Кротић
- Крпић
- Крсманић
- Крсманчић
- Крсмановић
- Крсмић
- Крстајић
- Крстанић
- Крстеканић
- Крстинић
- Крстић
- Крстичић
- Крстонић
- Крстоношић
- Кртинић
- Крунић
- Крушић
- Крушкоњић
- Крушчић
- Крџалић
- Крџић
- Кршић
- Кубурић
- Кувељић
- Кувизић
- Кудрић
- Кужић
- Кузмић
- Куић
- Кујавић
- Кујачић
- Кујунџић
- Кукавчић
- Кукарић
- Кукић
- Кукрић
- Кукуличић
- Кулезић
- Кулизић
- Кулић
- Кулишић
- Кулунџић
- Куљанчић
- Куљић
- Кумријић
- Кумрић
- Кунић
- Куновчић
- Куњадић
- Курандић
- Курдулић
- Курељушић
- Курилић
- Курсулић
- Куруцић
- Курчубић
- Курушић
- Куршумџић
- Кусић
- Кусонић
- Кусоњић
- Кустудић
- Кустурић
- Кутлачић
- Кутлашић
- Кутлешић
- Кучпарић
- Кушић
- Кушљић

|  |  |  |  |  |  |  |  |  |  |  |  |  |  |  |  |  |  |  |  |  |  |  |  |  |  |  |  |  |  |

## Л
- Лаботић
- Лаврнић
- Лагарић
- Ладичорбић
- Лажетић
- Лазарић
- Лазендић
- Лазетић
- Лазић
- Лазичић
- Лазукић
- Лајић
- Лајшић
- Лакетић
- Лакић
- Лаковић
- Лаконић
- Лакушић
- Лалић
- Лаличић
- Лалушић
- Ламбић
- Ламбулић
- Ланцић
- Лапчић
- Ластић
- Латинкић
- Латинчић
- Лашић
- Лебурић
- Левић
- Левчић
- Левнаић
- Левнајић
- Лежаић
- Лежајић
- Лејић
- Леканић
- Лекић
- Лемаић
- Лемајић
- Лемић
- Лентић
- Ленкић
- Леонтић
- Лепетић
- Лепојић
- Лепосавић
- Лепотић
- Лесендрић
- Летић
- Лечић
- Лештарић
- Лијескић
- Ликић
- Ликодрић
- Ликушић
- Лилић
- Лилкић
- Липовчић
- Лисичић
- Личанић
- Личинић
- Лишанчић
- Ловић
- Ловрић
- Лозанић
- Лозић
- Лојаничић
- Лолић
- Ломбардић
- Ломигорић
- Ломић
- Лонцић
- Лончарић
- Лопандић
- Лопатић
- Лопичић
- Лотић
- Лошић
- Лубардић
- Лубинић
- Лубурић
- Лугоњић
- Лудајић
- Лужаић
- Лужајић
- Лукајић
- Лукачић
- Лукендић
- Лукетић
- Лукић
- Лукичић
- Лукшић
- Лулић
- Лунгић
- Лунић
- Лупикић
- Лупшић
- Луткић
- Лучић

|  |  |  |  |  |  |  |  |  |  |  |  |  |  |  |  |  |  |  |  |  |  |  |  |  |  |  |  |  |  |

## Љ
- Љаљић
- Љамић
- Љевнаић
- Љевнајић
- Љеганушић
- Љепавић
- Љиљанић
- Љољић
- Љотић
- Љочић
- Љубавић
- Љубанић
- Љубибратић
- Љубић
- Љубичић
- Љубишић
- Љујић
- Љушић
- Љушкић

|  |  |  |  |  |  |  |  |  |  |  |  |  |  |  |  |  |  |  |  |  |  |  |  |  |  |  |  |  |  |

## М
- Маврић
- Магдаленић
- Магделинић
- Магић
- Маглић
- Мажибрадић
- Мажић
- Мазалић
- Мајић
- Мајкић
- Макарић
- Макивић
- Макић
- Макрагић
- Максић
- Малавразић
- Малбашић
- Маленић
- Маленчић
- Малетић
- Малечић
- Малешић
- Малинић
- Малић
- Маличић
- Малишић
- Малобабић
- Малукић
- Малушић
- Малчић
- Маљугић
- Маљурић
- Маљчић
- Мамузић
- Манасић
- Мандарић
- Мандинић
- Мандић
- Мандукић
- Мандушић
- Манић
- Манчић
- Мањенчић
- Мањић
- Маравић
- Маргетић
- Маргитић
- Маретић
- Маринчић
- Марић
- Маричић
- Маркагић
- Маркелић
- Маркељић
- Маркишић
- Маркулић
- Марљукић
- Мародић
- Маротић
- Марсенић
- Мартачић
- Мартиновић
- Мартић
- Марунић
- Марункић
- Марушић
- Марчетић
- Марчић
- Масалушић
- Масларевић
- Масларић
- Маслић
- Масловарић
- Масоничић
- Матаругић
- Матејић
- Матерић
- Матић
- Матичић
- Матушић
- Маћешић
- Маћић
- Маудић
- Мацурић
- Мачић
- Мачкић
- Мачужић
- Машић
- Меданчић
- Медић
- Медурић
- Мејић
- Мекињић
- Мектић
- Мелентић
- Мержикић
- Месулић
- Метлић
- Мечкић
- Мигрић
- Мидић
- Мидушић
- Мијалчић
- Мијанић
- Мијачић
- Мијић
- Мијуцић
- Микарић
- Микелић
- Микетић
- Микић
- Микичић
- Миклејић
- Микоњић
- Микулић
- Микуцић
- Микшић
- Миладић
- Милајић
- Милакић
- Милачић
- Милекић
- Миленић
- Миленковић
- Милетић
- Милеуснић
- Милешић
- Милијић
- Миликић
- Миликшић
- Милинић
- Милинковић
- Милинчић
- Милисавић
- Миличић
- Милић
- Милишић
- Милкић
- Милованкић
- Милоичић
- Милојић
- Милојичић
- Милојкић
- Милојчић
- Милоњић
- Милорадић
- Милосавић
- Милотић
- Милунић
- Милушић
- Милчић
- Миљанић
- Миљешић
- Миљић
- Миндић
- Минић
- Минчић
- Миовчић
- Миоданић
- Мионић
- Миражић
- Мирић
- Миричић
- Мирјанић
- Мирјачић
- Миркић
- Мирнић
- Миросавић
- Миротић
- Мирочић
- Мирчетић
- Мирчић
- Мисић
- Мисиркић
- Мисирлић
- Мисојчић
- Митић
- Митранић
- Митреканић
- Митрић
- Митровчић
- Митрушић
- Митуликић
- Митуцић
- Мићић
- Михалџић
- Михаљчић
- Михић
- Михолчић
- Михољчић
- Мицић
- Мицкић
- Мичић
- Мишељић
- Мишић
- Мишкић
- Мишнић
- Мишолић
- Мишулић
- Мишурић
- Младежић
- Младенић
- Младић
- Млаџић
- Модић
- Модринић
- Мојсић
- Мокрић
- Момић
- Морачић
- Моретић
- Мороквашић
- Мосић
- Москић
- Московлић
- Мостић
- Мотичић
- Мошић
- Мракић
- Мратић
- Мрачић
- Мрвић
- Мрдић
- Мркаић
- Мркајић
- Мркић
- Мрковић
- Мркоњић
- Мркушић
- Мрњавчевић
- Мрњачевић
- Мршић
- Мркшић
- Мудренић
- Мудринић
- Мудрић
- Мунишић
- Мурганић
- Муришић
- Мусић
- Мустецић
- Мутавџић
- Мутибарић
- Мутић
- Мучибабић
- Мушикић

|  |  |  |  |  |  |  |  |  |  |  |  |  |  |  |  |  |  |  |  |  |  |  |  |  |  |  |  |  |  |

## Н
- Навалушић
- Наградић
- Нагулић
- Надашкић
- Најдић
- Најкић
- Накаламић
- Накарадић
- Накић
- Накомчић
- Наранчић
- Наранџић
- Настасић
- Настић
- Нашпалић
- Неагић
- Небригић
- Невајдић
- Невенић
- Невенкић
- Негић
- Негоицић
- Негрић
- Негуцић
- Недељић
- Недељчић
- Нединић
- Недић
- Недучић
- Нежић
- Нејкић
- Некић
- Немањић
- Ненадић
- Ненезић
- Ненић
- Ненчић
- Неоричић
- Нерић
- Нецић
- Нешић
- Никезић
- Никетић
- Никитић
- Никић
- Николенџић
- Николетић
- Николешић
- Николић
- Николчић
- Никосавић
- Никотић
- Никшић
- Нинић
- Нинчић
- Нићетић
- Ничић
- Нишавић
- Нишић
- Нишкић
- Новалушић
- Новарлић
- Новачикић
- Новић
- Новичић
- Новчић
- Ногић
- Ногулић
- Ножинић
- Нојкић
- Ноцић
- Нуждић

|  |  |  |  |  |  |  |  |  |  |  |  |  |  |  |  |  |  |  |  |  |  |  |  |  |  |  |  |  |  |

## Њ
- Његић
- Његрић
- Његушић
- Њежић

|  |  |  |  |  |  |  |  |  |  |  |  |  |  |  |  |  |  |  |  |  |  |  |  |  |  |  |  |  |  |

## О
- Обачкић
- Обренић
- Обрић
- Одавић
- Одаџић
- Озимић
- Ојданић
- Ојкић
- Окетић
- Околић
- Окулић
- Оларић
- Оливерић
- Олић
- Олујић
- Ољачић
- Опалић
- Опарушић
- Опачић
- Опојевлић
- Оприкић
- Опрић
- Оприцић
- Ораовчић
- Ордагић
- Орландић
- Орлић
- Оролић
- Осмајлић
- Остојић
- Отић
- Оцокољић
- Очинић
- Оџић

|  |  |  |  |  |  |  |  |  |  |  |  |  |  |  |  |  |  |  |  |  |  |  |  |  |  |  |  |  |  |

## П
- Павелкић
- Павић
- Павичић
- Павлекић
- Павлић
- Павелић
- Павлaчић
- Павличић
- Павичић
- Павчић
- Падић
- Пајагић
- Пајдић
- Пајић
- Пајичић
- Пајкић
- Пајтић
- Пакић
- Палавестрић
- Палалић
- Палангетић
- Палдрмић
- Палексић
- Палигорић
- Палић
- Палчић
- Панинчић
- Панић
- Панишић
- Пантелић
- Пантић
- Панчић
- Панџић
- Папић
- Папрић
- Папулић
- Паравинић
- Параментић
- Параносић
- Параушић
- Париводић
- Парлић
- Паројчић
- Партоњић
- Патрић
- Патрногић
- Паунић
- Пауцић
- Паушкић
- Пачарић
- Пачкић
- Пашајлић
- Пашалић
- Пашић
- Певалић
- Пејдић
- Пејић
- Пејичић
- Пејкић
- Пејушић
- Пејчић
- Пекић
- Пелагић
- Пеленгић
- Пелић
- Пеличић
- Пелкић
- Пендић
- Пенезић
- Пенић
- Пенонић
- Пенчић
- Пепић
- Перазић
- Перендић
- Перенић
- Перић
- Перицић
- Перичић
- Перишић
- Перјаничић
- Перкић
- Пернић
- Перотић
- Перуничић
- Перутић
- Перуцић
- Перчић
- Песторић
- Петканић
- Петрикић
- Петрић
- Петричић
- Петронић
- Петрушић
- Пеулић
- Пецић
- Печеничић
- Пешић
- Пешукић
- Пикић
- Пикулић
- Пилетић
- Пилиндавић
- Пилиповић
- Пиљагић
- Пиљикић
- Пиљић
- Пимић
- Пиперчић
- Пиргић
- Пириватрић
- Пирић
- Писарић
- Пискулић
- Питулић
- Пићурић
- Пиштељић
- Пјанић
- Пјевић
- Пјешчић
- Плавић
- Плавкић
- Плављанић
- Плавшић
- Плазачић
- Плазинић
- Плазинчић
- Планинић
- Планиничић
- Планинчић
- Планић
- Платанић
- Плачић
- Плачкић
- Плашић
- Племић
- Плескић
- Плескоњић
- Плетикосић
- Плећић
- Плешић
- Плинтић
- Плиснић
- Плоскић
- Плочић
- Пљакић
- Пљеваљчић
- Побулић
- Повић
- Погрмић
- Подинић
- Подрашчић
- Подрић
- Познанић
- Познић
- Појкић
- Полексић
- Полић
- Поломчић
- Полугић
- Пољчић
- Пончић
- Поњавић
- Поњаушић
- Поп Лазић
- Попадић
- Попарић
- Попић
- Попчић
- Поробић
- Порчић
- Поскуричић
- Потпарић
- Потребић
- Потулић
- Поштић
- Правдић
- Пражић
- Предић
- Прекић
- Прекогачић
- Прелић
- Прендић
- Пренкић
- Прерадовић
- Прешић
- Пржић
- Прибић
- Прибишић
- Пригодић
- Пријић
- Прикић
- Приочић
- Пришић
- Проданић
- Продић
- Прокић
- Прокопић
- Пролић
- Пронић
- Пророчић
- Протић
- Прошић
- Пругинић
- Прунић
- Пршендић
- Пуалић
- Пувалић
- Пувачић
- Пударић
- Пузић
- Пујић
- Пулетић
- Пунишић
- Пупић
- Пуретић
- Пурешић
- Пурић
- Пуришић
- Пуслојић
- Пусулић
- Путић
- Пухалић
- Пушељић
- Пушић
- Пушкић
- Пушоњић

|  |  |  |  |  |  |  |  |  |  |  |  |  |  |  |  |  |  |  |  |  |  |  |  |  |  |  |  |  |  |

## Р
- Рабаџић
- Равилић
- Равић
- Раданић
- Раданчић
- Радекић
- Раделић
- Радељић
- Радетић
- Радешић
- Радивојшић
- Радикић
- Радисавић
- Радић
- Радичић
- Радишић
- Раднић
- Радованић
- Радовић
- Радоичић
- Радојичић
- Радојкић
- Радојчић
- Радонић
- Радоњић
- Радосавкић
- Радосављевић
- Радотић
- Радукић
- Радулић
- Радуљчић
- Радункић
- Радунчић
- Радуцић
- Радучић
- Радушић
- Разуменић
- Раилић
- Раичић
- Раичевић
- Рајачић
- Рајић
- Рајичић
- Рајлић
- Рајчетић
- Рајчић
- Рајшић
- Ракезић
- Ракетић
- Ракинић
- Ракитић
- Ракочевић
- Ракић
- Ракиџић
- Раконић
- Ракулић
- Ралетић
- Ралић
- Ралчић
- Раљић
- Рамић
- Ранђић
- Ранисавић
- Ранић
- Ранкић
- Ранчић
- Раонић
- Рапаић
- Рапајић
- Расулић
- Ратић
- Раткелић
- Раулић
- Рацић
- Рачић
- Рашетић
- Рашић
- Рашљић
- Ребић
- Регодић
- Регулић
- Резнић
- Рекавић
- Рекалић
- Релић
- Рељић
- Реметић
- Рендић
- Рендулић
- Репајић
- Репашић
- Ресимић
- Реџић
- Рибарић
- Рибошкић
- Риђешић
- Риђошић
- Ризнић
- Рикић
- Ринчић
- Рисанчић
- Рисимић
- Ристанић
- Ристелић
- Ристикић
- Ристић
- Рмандић
- Рнић
- Рогић
- Роглић
- Рогљић
- Рогоњић
- Рогошић
- Рогулић
- Родић
- Розгић
- Роквић
- Рокић
- Рокнић
- Роксандић
- Роксић
- Рољић
- Романдић
- Романић
- Ромић
- Росандић
- Росић
- Роскић
- Рошкић
- Рошогић
- Рстић
- Рубежић
- Рувидић
- Рудић
- Рудоњић
- Ружић
- Ружичић
- Ружојчић
- Рулић
- Руменић
- Рундић
- Рунић
- Руњајић
- Рупић
- Русалић
- Русић
- Рутешић
- Рутонић
- Рушкић

|  |  |  |  |  |  |  |  |  |  |  |  |  |  |  |  |  |  |  |  |  |  |  |  |  |  |  |  |  |  |

## С
- Сабић
- Сабљић
- Сабовић
- Савандић
- Саватић
- Савелић
- Савељић
- Савић
- Савичић
- Савкић
- Савурдић
- Савчић
- Сазданић
- Саичић
- Сакић
- Салатић
- Самарџић
- Сандић
- Сапардић
- Саркотић
- Сарамандић
- Саратлић
- Сарић
- Сатарић
- Светличић
- Свиларић
- Свилкић
- Својић
- Себић
- Севкић
- Секанић
- Секулић
- Селенић
- Селинкић
- Селић
- Сендрић
- Сенић
- Сеничић
- Сентић
- Сератлић
- Сетенчић
- Сибинкић
- Сибинчић
- Сикимић
- Симакић
- Симанић
- Симендић
- Симетић
- Симеунић
- Симикић
- Симић
- Симичић
- Симишић
- Симонић
- Симурдић
- Синђелић
- Синђић
- Синкић
- Ситничић
- Сјеничић
- Сјерић
- Скакић
- Скевелић
- Скелић
- Скенџић
- Скерлић
- Скокић
- Скорић
- Скочајић
- Скочић
- Скробић
- Скулић
- Славић
- Славкић
- Славнић
- Сладић
- Словић
- Смикић
- Смилић
- Смиљанић
- Смиљић
- Смиљкић
- Смолић
- Смољанић
- Смрекић
- Смрзлић
- Соврић
- Соврлић
- Совтић
- Согонић
- Сојкић
- Сокић
- Сокнић
- Солдатић
- Солујић
- Сопић
- Сопренић
- Сорајић
- Соскић
- Софијанић
- Софранић
- Софренић
- Софронић
- Спаић
- Спајић
- Спакић
- Спарић
- Спасенић
- Спасић
- Спенчић
- Сперлић
- Спилкуцић
- Спирић
- Спорић
- Спремић
- Спужић
- Спурнић
- Срдић
- Сребрић
- Средић
- Сретић
- Срзентић
- Срнић
- Ставрић
- Стајић
- Стајкић
- Стајчић
- Стајшић
- Стакић
- Стакушић
- Сталетић
- Стаматић
- Стамболић
- Стаменић
- Стаменчић
- Станарчић
- Станачић
- Станетић
- Станикић
- Станисавић
- Станић
- Станичић
- Станишић
- Станкић
- Станковић
- Станкулић
- Становчић
- Станојчић
- Станојевић
- Станушић
- Станчетић
- Станчић
- Сташић
- Стевандић
- Стеванетић
- Стеванић
- Стевелић
- Стевић
- Стевлић
- Стевчић
- Стегић
- Стегњаић
- Стегњајић
- Стејанић
- Стејић
- Стекић
- Стелкић
- Стељић
- Степандић
- Степанић
- Степић
- Стефић
- Стијачић
- Стијепић
- Стијепчић
- Стикић
- Стиклић
- Стингић
- Стјепић
- Стожинић
- Стоић
- Стоичић
- Стојанић
- Стојанкић
- Стојанчић
- Стојачић
- Стојић
- Стојичић
- Стојкић
- Стојнић
- Стојчић
- Стојшић
- Стоканић
- Стокић
- Столић
- Стопарић
- Стопић
- Стошић
- Страјнић
- Странатић
- Страхинић
- Страхињић
- Стрејкић
- Стригић
- Стринић
- Стројић
- Струнић
- Студић
- Ступарушић
- Ступић
- Субашић
- Суботић
- Субошић
- Сувајџић
- Суђић
- Суменић
- Сунарић
- Сурлић
- Суручић
- Суруџић
- Сушић

|  |  |  |  |  |  |  |  |  |  |  |  |  |  |  |  |  |  |  |  |  |  |  |  |  |  |  |  |  |  |

## Т
- Табанџелић
- Табашић
- Тадић
- Тајдић
- Тајсић
- Такић
- Талић
- Талпешић
- Тамбурић
- Таминџић
- Танасић
- Таникић
- Танић
- Танкосић
- Танурџић
- Танчић
- Тарабић
- Тарицић
- Тасић
- Татић
- Татишић
- Тачић
- Ташић
- Тврдишић
- Тејић
- Текић
- Теодосић
- Тепић
- Тепшић
- Терентић
- Терзић
- Теслић
- Тешанић
- Тешанкић
- Тешендић
- Тешинић
- Тешић
- Тијанић
- Тијеглић
- Тимилић
- Тимотић
- Тирагић
- Тирић
- Тирнанић
- Тичерић
- Тичић
- Тмушић
- Товаришић
- Товљанић
- Тодић
- Тодорић
- Тодоровић
- Тодорчић
- Тодосић
- Тојагић
- Тојић
- Тојчић
- Токалић
- Толић
- Тољагић
- Томанић
- Томецић
- Томинчић
- Томић
- Томичић
- Томишић
- Томоњић
- Томчић
- Тонић
- Тонтић
- Тончић
- Топалић
- Топић
- Топличић
- Тополић
- Торбић
- Тоскић
- Тошанић
- Тошић
- Тошнић
- Траворић
- Трајкић
- Трампић
- Трапарић
- Трбић
- Трекелић
- Тренкић
- Тренчић
- Трескић
- Трешњић
- Тривалић
- Тривић
- Тривундић
- Тривунић
- Тривунчић
- Тријић
- Трикић
- Триндић
- Трипић
- Трифић
- Трифуњагић
- Тришић
- Трлаић
- Трлајић
- Трмчић
- Трнинић
- Трнић
- Трнчић
- Трокић
- Трокицић
- Трошић
- Трубајић
- Трудић
- Трујић
- Трујкић
- Трумић
- Трумпић
- Труцић
- Трушкић
- Тршић
- Тубић
- Тубоњић
- Тувић
- Тујкић
- Тукелић
- Тулендић
- Туленчић
- Тумарић
- Тунић
- Тупајић
- Турајлић
- Турликић
- Турнић
- Турудић
- Турунчић
- Тутић
- Туторић
- Тутулић
- Туфанић
- Туфегџић
- Туфикић
- Туфонић
- Туцић
- Туцкешић

|  |  |  |  |  |  |  |  |  |  |  |  |  |  |  |  |  |  |  |  |  |  |  |  |  |  |  |  |  |  |

## Ћ
- Ћајић
- Ћалић
- Ћатић
- Ћаћић
- Ћебић
- Ћеклић
- Ћелић
- Ћендић
- Ћеранић
- Ћертић
- Ћилерџић
- Ћипранић
- Ћирић
- Ћирјанић
- Ћирковић
- Ћитић
- Ћојбашић
- Ћопић
- Ћоралић
- Ћорић
- Ћосић
- Ћуић
- Ћујић
- Ћулафић
- Ћупић
- Ћурдић
- Ћурић
- Ћурлић
- Ћурулић
- Ћурчић
- Ћусић
- Ћустић
- Ћушић

|  |  |  |  |  |  |  |  |  |  |  |  |  |  |  |  |  |  |  |  |  |  |  |  |  |  |  |  |  |  |

## У
- Убавић
- Убавкић
- Увалић
- Уверић
- Угљешић
- Угрешић
- Угринић
- Угринчић
- Угричић
- Угрчић
- Удовичић
- Удовчић
- Ујић
- Уларџић
- Умељић
- Уметић
- Умиљендић
- Уњић
- Урдешић
- Урзикић
- Урић
- Уршикић
- Устић
- Утвић
- Ушендић
- Ушћумлић

|  |  |  |  |  |  |  |  |  |  |  |  |  |  |  |  |  |  |  |  |  |  |  |  |  |  |  |  |  |  |

## Ф
- Фаркић
- Фазлић
- Фатић
- Фејзић
- Фемић
- Филипић
- Филић
- Филчић
- Флорикић
- Флорић
- Флоричикић
- Фолић
- Фотирић
- Фотић
- Фртунић
- Фрушић
- Фундић
- Фурњигић
- Фуртунић
- Фурунџић
- Фуштић

|  |  |  |  |  |  |  |  |  |  |  |  |  |  |  |  |  |  |  |  |  |  |  |  |  |  |  |  |  |  |

## Х
- Хаџи Антић
- Хаџи Јованчић
- Хаџи Николић
- Хаџи Ристић
- Хаџи Стевић
- Хаџи Танчић
- Хаџић
- Хинић
- Христић

|  |  |  |  |  |  |  |  |  |  |  |  |  |  |  |  |  |  |  |  |  |  |  |  |  |  |  |  |  |  |

## Ц
- Цавнић
- Цајић
- Цакељић
- Цакић
- Цанић
- Цанкић
- Царић
- Царичић
- Цвејић
- Цвекић
- Цветић
- Цветнић
- Цвијакић
- Цвијетић
- Цвијић
- Цвикић
- Цвишић
- Цвркотић
- Цекић
- Ценић
- Ценкић
- Цепанчић
- Церанић
- Цивишић
- Циврић
- Циглић
- Циклушић
- Цицварић
- Цмиљанић
- Цмиљић
- Цмолић
- Цокић
- Цолић
- Цонић
- Црвендакић
- Црновчић
- Цуканић
- Цукић
- Цундрић
- Цупарић
- Цуплић
- Цуркић
- Цуцић
- Цуцкић

|  |  |  |  |  |  |  |  |  |  |  |  |  |  |  |  |  |  |  |  |  |  |  |  |  |  |  |  |  |  |

## Ч
- Чабрић
- Чавић
- Чаврић
- Чајић
- Чаленић
- Чалић
- Чалишић
- Чаловеић
- Чамагић
- Чамџић
- Чантрић
- Чапрњић
- Чарапић
- Чаркић
- Чарнић
- Чаушић
- Чачић
- Чвокић
- Чворић
- Чвргић
- Чедић
- Чекић
- Чекрлић
- Челебић
- Челекетић
- Челикић
- Челић
- Чембић
- Чемерикић
- Чепић
- Чепрнић
- Чергић
- Черемиџић
- Честић
- Чечарић
- Чивтелић
- Чивчић
- Чизмић
- Чикарић
- Чикић
- Чингелић
- Чиплић
- Чипчић
- Чихорић
- Чичић
- Чичкарић
- Чичулић
- Чковрић
- Чкојић
- Чкркић
- Чмерић
- Чобелић
- Чобељић
- Чобић
- Човић
- Чогурић
- Чојић
- Чојчић
- Чокић
- Чоконић
- Чоланић
- Чолић
- Чомић
- Чонкић
- Чоњагић
- Чорбић
- Чотрић
- Чохаџић
- Чочић
- Чочурић
- Чубрић
- Чудић
- Чукарић
- Чукић
- Чукнић
- Чулић
- Чуљић
- Чумић
- Чупељић
- Чуперкић
- Чупић
- Чурлић
- Чутурић

|  |  |  |  |  |  |  |  |  |  |  |  |  |  |  |  |  |  |  |  |  |  |  |  |  |  |  |  |  |  |

## Џ
- Џавић
- Џаврић
- Џајић
- Џакић
- Џалић
- Џамбић
- Џамић
- Џанкић
- Џарлић
- Џаџић
- Џекулић
- Џелебџић
- Џикић
- Џикнић
- Џинић
- Џодић
- Џомбић
- Џомић
- Џонић
- Џонкић
- Џопалић
- Џугурдић
- Џунић

|  |  |  |  |  |  |  |  |  |  |  |  |  |  |  |  |  |  |  |  |  |  |  |  |  |  |  |  |  |  |

## Ш
- Шабељић
- Шабић
- Шавелић
- Шагић
- Шајтовиџић[1]
- Шакић
- Шакотић
- Шалајић
- Шалетић
- Шалинић
- Шалић
- Шаљић
- Шаматић
- Шантић
- Шантрић
- Шапић
- Шапонић
- Шапоњић
- Шапурић
- Шаранчић
- Шаргић
- Шарић
- Шаркић
- Шароњић
- Шашић
- Швабић
- Шеварлић
- Шевић
- Шевкушић
- Шекарић
- Шелмић
- Шепић
- Шестић
- Шешић
- Шибалић
- Шивчић
- Шијакињић
- Шијачић
- Шиканић
- Шикањић
- Шимшић
- Шиндић
- Шипетић
- Шипрагић
- Шипчић
- Шишић
- Шкарић
- Шкатарић
- Шкељић
- Шкипић
- Шкобић
- Шковрић
- Шкодрић
- Шкондрић
- Шкорић
- Шкрбић
- Шкребић
- Шкркић
- Шкрњић
- Шкулетић
- Шкулић
- Шкундрић
- Шљапић
- Шљивић
- Шљукић
- Шмакић
- Шмигић
- Шобајић
- Шобат
- Шобачић
- Шобић
- Шодић
- Шојић
- Шокчанић
- Шокчић
- Шолић
- Шоргић
- Шотић
- Шошић
- Шошкић
- Шпанић
- Шпирић
- Шпољић
- Штакић
- Штаткић
- Штерић
- Штетић
- Штефкић
- Штркић
- Штукељић
- Штулић
- Шћекић
- Шубакић
- Шубарић
- Шубић
- Шујдовић
- Шујић
- Шулеић
- Шулејић
- Шулетић
- Шулкић
- Шулубурић
- Шуљагић
- Шуматић
- Шундерић
- Шундић
- Шункић
- Шуњеварић
- Шупић
- Шурдић
- Шутуљић
- Шушић
- Шушњић
- Шушулић

|  |  |  |  |  |  |  |  |  |  |  |  |  |  |  |  |  |  |  |  |  |  |  |  |  |  |  |  |  |  |